# П'ять наречених
«П'ять наречених» — український радянський німий чорно-білий пропагандистський фільм.
Фільм було закінчено в 1930 році, він став однією з останніх робіт знятих в Одесі Всеукраїнським фотокіноуправлінням (ВУФКУ).

## Сюжет
1919 рік. Армія Української Народної Республіки наближається до єврейського містечка.
Біднота, залякана багатіями, чекає ще одного погрому. І лише незначна частина молоді йде у партизани. Петлюрівці легко захоплюють селище і вимагають п'ять дівчат-наложниць. Рабини вмовляють єврейські сім'ї віддати своїх дочок заради порятунку роду. Дівчат переодягають у весільні сукні і ведуть до п'яних офіцерів…
Фільм закінчується розгромом петлюрівців червоними партизанами.

## В ролях
- Амвросій Бучма — Йоселе / Лейзере
- Тамара Адельгейм — Мірра (перша неречена)
- Матвій Ляров — сільський багатій
- Степан Шагайда — командир петлюрівців
- Р. Рами-Шор — друга наречена
- Ю. Кошевська — третя наречена
- Тетяна Токарська — четверта наречена
- З. Цісс — п'ята наречена
- Б. Шелестов-Заузе — петлюрівський офіцер
- В. Крицький — петлюрівський офіцер
- І. Маліков-Ельворті — петлюрівський офіцер
- А. Харитонов — петлюрівський офіцер
- Йосип Міндлін — єврей
- Ганна Мещерська — мати єврея

## Знімальна група
- Режисер — Олександр Соловйов
- Автор сценарію — Давид Мар'ян
- Художник-постановник — Иосип Шпінель
- Оператор — Альберт Кюн